# The Moody Blues
I Moody Blues sono stati un gruppo rock, originario di Birmingham nel Regno Unito, fondato nel 1964 e attivo sino al 2018.
Sulla fortunata onda beat generata da gruppi come i Beatles, Rolling Stones e The Who, anche i Moody Blues fecero parte della cosiddetta British invasion, ponendo inizialmente le loro radici nel rhythm and blues per poi giungere successivamente al rock psichedelico e a quello progressivo, grazie ad un sound caratterizzato dall'uso del mellotron. Questo fu il marchio di fabbrica della band nel periodo che va dal 1967 al 1974.
Rispetto ad altri gruppi definiti progressivi, i Moody Blues prediligono una forma "canzone" con melodie ad ampio respiro. Esempio calzante è il loro più grande successo Nights in White Satin del 1967. 
Al 2018, anno del ritiro del batterista Graeme Edge, sono stati una delle rock band più longeve della storia, con oltre 55 anni di attività live e tra i 70 e gli 80 milioni di dischi venduti.
Nel 2018 sono stati introdotti nella Rock and Roll Hall of Fame.
Con la morte di Graeme Edge, avvenuta l'11 novembre 2021, il gruppo, di fatto inattivo sin dal 2018, venne dichiarato definitivamente sciolto.

## Storia
I Moody Blues hanno origine a Birmingham, Inghilterra nei primi anni sessanta. A quel tempo Ray Thomas, John Lodge e Michael Pinder erano parte del gruppo El Riot & the Rebels, una band popolare a livello regionale. Quando gli El Riot & the Rebels si sciolsero, John Lodge decise di terminare gli studi presso un istituto tecnico e Michael Pinder si arruolò nell'esercito.  Pinder si riunì poi a Ray Thomas per formare il gruppo Krew Catse, con il quale i due ottennero un moderato successo. Il duo si unì al chitarrista Denny Laine, al batterista Graeme Edge e al bassista Clint Warwick, apparendo con il nome di The Moody Blues Five, (semplificato poi in The Moody Blues) per la prima volta a Birmingham nel 1964. Si era di fatto formato, come affermò Thomas in seguito, un "supergruppo" locale.

### Gli Inizi (1964-1966)

#### The Magnificent Moodies(1965)
Nel 1964 la band firma un contratto con la Decca Records e lancia il singolo Steal Your Heart Away, che però non ha grande successo. La cover di Bessie Banks Go Now, invece, pubblicata nello stesso anno, diviene un successo mondiale (UK numero 1, USA numero 10, OLA numero 8, SVE numero 17), superando il milione di copie vendute.
Nel 1965 i Moody Blues pubblicano quindi il loro primo album dal titolo The Magnificent Moodies, disco dal sound con fortemente R&B. L’album composto per lo più da cover, spazia da James Brown a George Gershwin. Il gruppo vive un momento di grande popolarità, esibendosi come gruppo spalla di artisti del calibro dei Kinks e dei Beatles.
Ma complice una mal gestita pubblicità negli USA, il gruppo non riesce a bissare il successo di Go Now. I successivi singoli fanno timide apparizioni nelle classifiche inglesi e vengono del tutto ignorati negli States.
Denny Laine e Mike Pinder diventano gli autori delle canzoni, e nonostante un cambiamento di stile (merita menzione il singolo di quel periodo Boulevard De La Madelaine, ispirato ad un quartiere a luci rosse, un pastiche di chitarre spagnole e fisarmoniche in stile francese), il gruppo sembra in parabola discendente, fino a ridursi a fare concerti in piccoli club. Le registrazioni per un secondo album non verranno pubblicate (fino al 2015) e Clint Warwick decide di lasciare la band, sostituito da Rodney Clarke. 
Nell'ottobre 1966 Clarke e Laine lasciano la band, sostituiti da John Lodge al basso e dal chitarrista Justin Hayward, (precedentemente nel gruppo Wilde Three e successivamente autore di due singoli a proprio nome, di scarso successo). Hayward fu presentato a Mike Pinder dal cantante degli Animals Eric Burdon, che lo aveva visionato per un'audizione non ritenendolo idoneo allo stile della band.
La nuova formazione comprende presto che lo stile rhythm and blues non rende molto e decide quindi di svilupparne uno proprio soprattutto attraverso l’uso del mellotron di Mike Pinder, e flauto traverso di Ray Thomas. Tutto questo si concretizza nei 2 singoli della primavera del 1967: la psichedelica Fly me high di Hayward, e la ballata Love and Beauty scritta da Pinder, ed in quello considerato uno dei primi concept-album: Days of Future Passed (1967). Argomento del disco è un giorno nella vita dell'uomo comune, dall'alba alla notte. Il fatto che ogni membro del gruppo è autore e interprete delle proprie canzoni,  determina una varietà di stili differenti di difficile definizione.

### Progressive Rock (1967-1972)

#### Days of Future Passed(1967)
Nel 1967 la Deram Records (un'etichetta discografica sperimentale del gruppo London/Decca) commissiona al gruppo una versione rock della Sinfonia n.9 Dal nuovo mondo di Antonín Dvořák. I Moody Blues inizialmente accettano l'incarico, ma poi premono per una libertà artistica senza troppe supervisioni. Nasce così nell'autunno del 1967, Days of Future Passed, album composto di canzoni e poemi narrati, con intermezzi orchestrali a cura della London Festival Orchestra condotta da Peter Knight.
Terminato il disco, i dirigenti della Deram sono inizialmente scettici circa il potenziale commerciale del concept album e del singolo Nights In White Satin, considerato troppo lento per le classifiche (come ricorderà Hayward qualche anno più tardi). L’album però diventerà uno dei maggiori successi commerciali di tutti i tempi, sostando 103 settimane consecutive nelle classifiche americane. Days of Future Passed (numero 27 UK, numero 3 USA), e i suoi due singoli, Nights in White Satin (UK numero 19, OLA numero 1, BEL numero 6, GER numero 18, FRA numero 1) e Tuesday Afternoon (USA numero 24), entrambe di Hayward avranno eco in Europa e in USA. Con Days of Future Passed viene spesso indicata la data di nascita del progressive rock (anche se sono ancora evidenti influenze del tardo beat). Il singolo Nights in White Satin diventerà il loro brano più rappresentativo, entrando in classifica in Uk dal 1968 al 1979 nella top 20 in tre diverse occasioni. Tradotto in italiano col titolo di Ho difeso il mio amore, viene inciso nel 1968 dai Nomadi e dai Profeti, con discreto successo.

#### In Search of the Lost Chord(1968)
Il successo diventa maggiore per il disco successivo dal titolo In Search of the Lost Chord del 1968 (UK numero 5, USA numero 23). Ispirandosi nel titolo ad una trasmissione della BBC degli anni ‘50, in questo album il gruppo rinuncia all'accompagnamento orchestrale avvalendosi sempre più del produttore Tony Clarke (soprannominato il sesto " Moody ") e dell'ingegnere del suono Derek Varnals. Fa il suo esordio come illustratore di copertine Philip Travels (che collaborerà agli altri 5 album della band fino al primo scioglimento). In Search Of the Lost Chord risente delle atmosfere hippy tipiche del 1968, nell'uso di strumenti come tabla e sitar (Om di Pinder, Visions Of Paradise di Hayward - Thomas), negli effetti di "pan - pot" dei canali della stereofonia (Best Way To Travel di Pinder), e nei giochi psichedelici del mellotron e del flauto che echeggiano un po' ovunque. Tra i brani più rappresentativi, Legend Of A Mind del flautista Thomas (tributo a Timothy Leary), che il gruppo suonerà  dal vivo per quasi 35 anni e la mini-suite House Of 4 Doors di Lodge. A questi si aggiungono i singoli di successo Ride my See-Saw di Lodge (UK numero 42, USA numero 63, OLA numero 16, FRA numero 15), brano di chiusura dei loro concerti fino al 2018 e Voices in the Sky di Hayward (UK numero 23). L'album fu accolto molto bene dalla critica e divenne disco d'oro. Dopo la pubblicazione, i Moody Blues partono per la prima tournée americana.

#### On the Threshold of a Dream(1969)
La musica dei Moody Blues progredisce in maniera sempre più complessa e sinfonica. Questo album venne considerato un punto di riferimento per gruppi come Genesis e King Crimson, che evolveranno negli anni a venire il concetto di musica progressiva. La parte trainante del disco è la suite finale composta da un poema e da 4 brani, molto innovativa per l'epoca. Il tema ricorrente del disco è incentrato sull'"esplorazione dei sogni". La confezione molto curata, completa di un ricco libretto interno, creò qualche tensione con la Deram per problemi di budget. Problemi superati con il piazzamento in classifica (UK numero 1, USA numero 20), e conseguente disco d'oro. I Moodies diventano un nuovo fenomeno anche in America. Nella sola zona di Hollywood il disco in pochi giorni vende 30 000 copie. Oltre a Have You Heard - The Voyage (suite finale scritta da Pinder), i punti salienti del disco sono il pop psichedelico di Lovely to see You di Hayward (brano di punta nelle radio americane) e la caustica Dear Diary di Thomas. Il singolo Never Comes The Day (UK numero 91), sempre di Hayward (una ballata di stampo folk) fu il primo flop nelle classifiche a 45 giri. Lodge dichiarò nel 1991 che I Moody Blues dopo questo disco ebbero la sensazione di aver creato qualcosa di veramente nuovo, tesi avvalorata dalle vendite e dalle recensioni dell'epoca.

#### To Our Children's Children's Children(1969)
Stabilitisi in pianta stabile a Cobham, nel Surrey, i Moodies pubblicano To Our Children's Children's Children a 7 mesi di distanza dal precedente album. Viene sancita la nascita della nuova etichetta discografica di loro proprietà, la " Threshold " (nome ispirato dal titolo del loro disco precedente), che consente al gruppo di avere il totale controllo sul proprio lavoro e di produrre altri artisti (la leggenda dice che Hayward ed Edge fecero un'audizione ai neonati King Crimson, decidendo poi di non scritturarli). Il primo gruppo a incidere realmente su Threshold, fu The Trapeze di Glenn Hughes (futuro Deep Purple), che pubblicò ben 4 album per l'etichetta (di cui i primi 2 prodotti da Lodge). To Our Children's Children's Children è un album di matrice folk, che abbandona a sorpresa il filone progressive, per rituffarsi in una tarda - psichedelia (lontana però dalle atmosfere Flower-Power di In Search Of The Last Chord). Diventa disco d'oro in poche settimane (UK numero 2, USA numero 14), ma nonostante la fluidità nell'ascolto viene considerato un disco di transizione. Secondo la critica inglese non aggiunge nulla di nuovo da un punto di vista musicale. È un concept album basato sulle celebrazioni del primo sbarco dell'uomo sulla luna. Spiccano le ballate del bassista Lodge (Eyes of the Child e Candle of Life), Gypsy, rock evocativo scritto da Hayward, e una diffusa sensazione di solitudine cosmica (Eternity Road di Thomas, Beyond di Edge, Out and In di Pinder). Unico singolo estratto, la meditativa Watching and Waiting di Hayward - Thomas, che fallì l'ingresso nelle classifiche inglesi e americane. Le radio si orientarono sulla trasmissione di Gypsy. Il fatto causò sfiducia nello stesso Hayward.

#### A Question of Balance(1970)

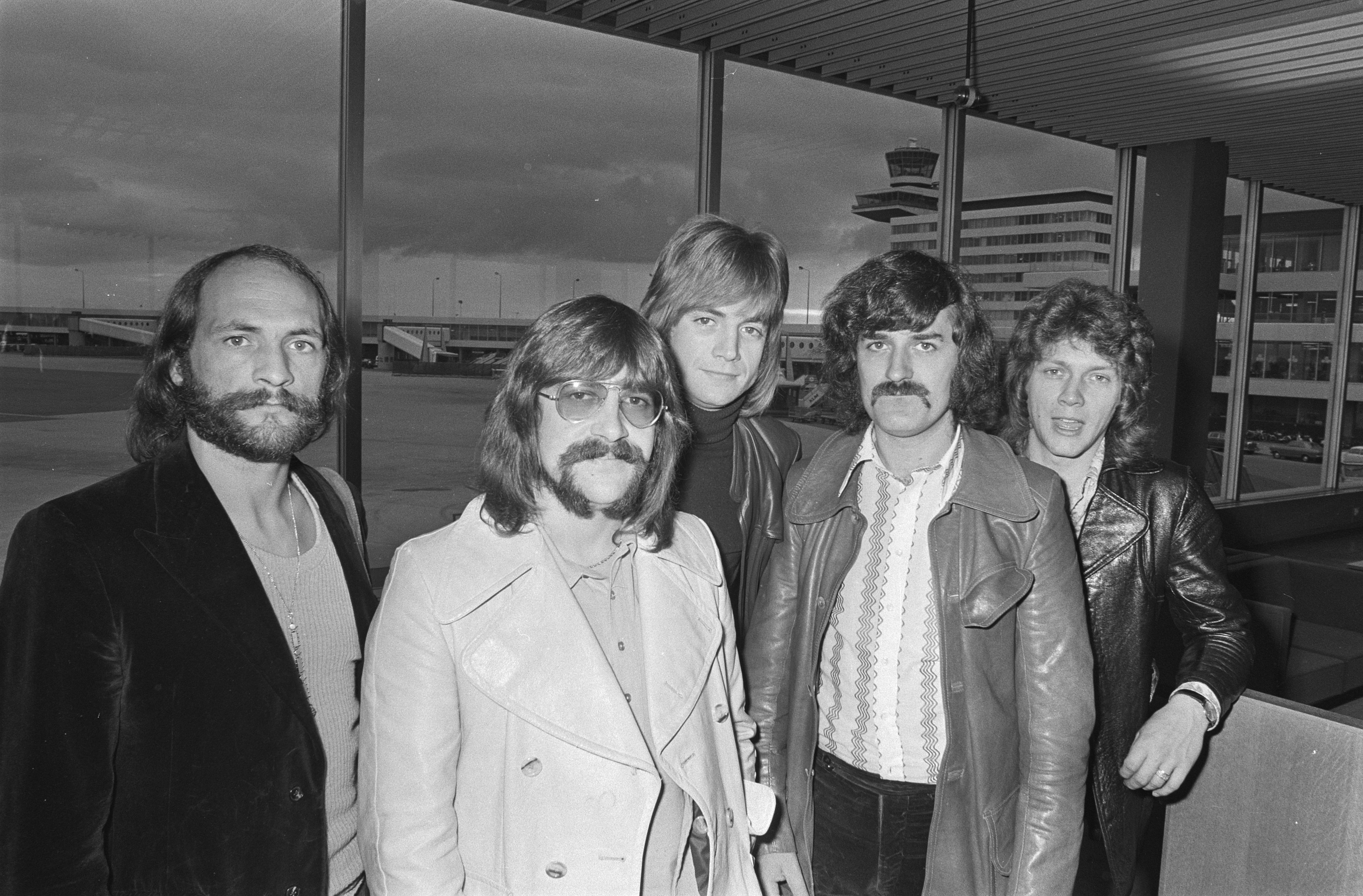
I Moody Blues nel 1970

Dopo la pubblicazione di To Our Children's il gruppo trova qualche difficoltà nell'eseguire dal vivo i brani dell'album e così decide per il successivo LP di comporre canzoni più facili da eseguire in concerto.
Nell'incisione di A Question Of Balance vengono limitati al minimo gli effetti altisonanti di studio a favore di un suono più immediatodi matrice folk-rock, supportato sempre dal flauto di Thomas e dal mellotron di Pinder. Il disco nasce da un ritiro di tre settimane nelle campagne del Surrey e fu grande successo di vendite (UK numero 1, USA numero 3), divenendo a breve disco di platino. È anche l'album del gruppo più venduto in Italia, arrivando terzo nelle classifiche della hit parade.
Indicativo anche del crescente successo della band in America, il singolo estratto, Question di Hayward, sfata il tabù del mancato hit a 45 giri, sfiorando il primo posto in Inghilterra (UK numero 2, USA numero 21, GER numero 9, BEL numero 9, OLA numero 1).
Sulla scia del successo, viene pubblicato in Europa, in Sud America e in Medio Oriente un secondo singolo di successo, Melancholy Man, di Pinder, che ottenne risultati lusinghieri (FRA numero 1). Entrambi i brani divennero dei classici nelle scalette dei concerti. Question in particolare, viene eseguita ininterrottamente per tutta la carriera. Entrambe vennero tradotte in italiano e registrate da complessi nostrani. Melancholy Man divenne Un uomo qualunque nella versione dei Camaleonti, Question invece fu tradotta in Milioni di domande, in una versione meno riuscita dal gruppo La Verde stagione.
Da Question Of Balance emergono inoltre le ballate Dawning Is The Day di Hayward, And The Tide Rushes In di Thomas, e la potente Tortoise And the Hare di Lodge, che nei cori e nei falsetti ricorda da vicino la celebre Ride My See-Saw. La critica inglese è divisa, quella americana, invece sembra spalancare le porte del mercato al gruppo di Birmingham.
In concomitanza con la pubblicazione dell'album, i Moody Blues si esibiscono al festival dell'isola di Wight davanti ad una folla di 600 000 persone, toccando così il loro apice in patria. Il concerto esce per la prima volta in versione DVD nel 2007. Durante lo svolgimento del tour, Edge dichiara che è in preparazione un album di musica elettronica in coppia con Pinder. Voci non confermate girano a proposito di un album a 4 mani di Thomas e Hayward, in stile folk. Entrambi i progetti, non vedranno mai luce. Nel dicembre dello stesso anno fu fissata a Torino l'unica data italiana del gruppo, poi annullata per una tonsillite che colpì il tastierista Pinder.

#### Every Good Boy Deserves Favour(1971)
Nel loro successivo album, Every Good Boy Deserves Favour (1971), il gruppo sta attraversando una crisi interna e a dispetto di un successo americano di grandi proporzioni, parte della stampa inglese è diventata ormai ostile. L'accusa è quella di produrre dischi in modo impeccabile, seguendo però un cliché troppo consolidato. I testi vengono tacciati di autoindulgenza, e di una ingenua filosofia. È il 1971, e la scena rock inglese sta cambiando rapidamente con la nascita del movimento Glam. In questo contesto, I Moodies decidono di cambiare studio di registrazione, e di modificare leggermente il suono, mettendo in minoranza il mellotron, privilegiando il synth, il piano e l'organo hammond. Edge sperimenta (tra i primissimi nella scena rock) il suo set di batterie elettroniche. L'album (le cui iniziali EGBDF, non sono altro che l'accordo di mi minore 7/9 dim, in lingua inglese), risulta uno dei più cupi, ma anche dei più amati del catalogo Moody Blues. Disco di platino (UK numero 1, USA numero 2), rimane in classifica inglese per 21 settimane, in quella americana per 43. Arriva anche nella top - ten italiana, riscontrando buone vendite. Produce un hit mondiale con The Story In Your eyes di Hayward (USA numero 23, BEL numero 30, OLA numero 11), divenuto anch'esso un classico nel repertorio live della band fino ai nostri giorni. L'album parte con Procession, firmata dal gruppo al completo (una introduzione dalle atmosfere più disparate: dai suoni tribali, ad accenni barocchi di clavicembalo, passando per atmosfere bucoliche, giungendo alla Toccata e Fuga di Bach) e si conclude con My Song di Pinder, una breve suite di stampo progressivo, che ricalca la parte finale di On The Threshold... con il mellotron in bella evidenza. Ma è il canto del cigno di un progressive che di lì a poco verrà abbandonato dal gruppo. Altro pezzo cardine dell'album è One More Time To Live di Lodge, una ballata sul tema dell'evoluzione, che riprende il tema musicale di Procession. Every Good Boy Deserves Favour è il primo album dei Moodies a non contenere poemi narrate, e la copertina è tra le migliori della loro discografia. Il gruppo parte per una nuova tournée negli States, in Arene da 10.000 posti in su. Sul finire dell'anno, Pinder collabora con gli Asgaerd, gruppo progressive scritturato dalla Threshold, producendo un brano dell'omonimo primo e unico album, che avrà scarsi riscontri di vendita.

#### Seventh Sojourn(1972)
Seventh Sojourn (1972) è l'ultimo lavoro del periodo d'oro, l'ultimo album della serie Classic Seven, come viene definita dai fan americani. Il disco esce alla fine del 1972, posticipato di 6 mesi, perché le vendite del lavoro precedente non accennavano a diminuire.
Rientra in classifica anche Days Of Future Passed, e arriva a toccare il secondo posto a 5 anni dalla sua uscita. Il gruppo, nonostante il successo planetario, sembra non uscire dalla crisi profonda. Come racconterà Hayward 30 anni dopo: "Più cresceva la fama, più il gruppo si sentiva piccolo. Così piccolo, da decidere di registrare il nuovo album nel garage di Mike Pinder!" Lo stesso Pinder mette in disparte il mellotron a favore del Chamberlin, una tastiera qualitativamente superiore. Otto mesi prima dell'uscita dell'album, viene pubblicato il singolo di successo Isn' t Life strange di Lodge (UK numero 13, USA numero 29). Giudicato troppo commerciale, viene stroncato dalla critica inglese. Al momento dell'uscita di Seventh Sojourn, i Moody Blues sono di nuovo in tournée negli States. L'album esce a dicembre (UK numero 5, USA numero 1), e dà al gruppo il primo numero uno americano. Se il disco da una parte segna una crescita naturale nell'evoluzione del gruppo, dall'altra si discosta sempre più da quelle atmosfere che avevano reso celebri i Moodies degli albori. Risultava quindi più fruibile al grande pubblico, ammiccando al pop con ballate melodiche e con brani rock dal gusto radiofonico. Il secondo singolo estratto fu I'M Just A Singer (in a R&R band) sempre di Lodge (UK numero 36, USA numero 12, BEL numero 16, OLA numero 4), a tutt'oggi pezzo di punta nelle esibizioni live. Altri brani dell'album che meritano menzione sono le ballate New Horizons e Land of Make - Believe di Hayward, e la sofferta When You're a Free Man di Pinder. Il tour promozionale del disco batté nuovi record, come quello della vendita dei biglietti al Madison Square Garden di New York, in un solo giorno. L'accoglienza di critica e pubblico fu trionfale. Dennis Hunt, dalle colonne del Los Angeles Time definirà le loro canzoni "Rapsodie enigmatiche altamente ritmiche" e la loro musica "misteriosa e spaziale, che crea un'atmosfera di nervosismo e di desolazione pur con rispetto della melodia, perché le loro canzoni sono tra le più melodiche di tutto il rock". Le date andranno avanti fino al 4 febbraio del 1974, ultimo concerto con Pinder in formazione. Nel frattempo il gruppo era rientrato in sala per il disco successivo, ma decise di interrompere le registrazioni dopo un solo brano (l'evocativa Island, che vide luce 30 anni più tardi in una riedizione in cd). Era tempo di una pausa. Si era giunti al 1973 e altri gruppi stavano emergendo. "The Dark Side Of The Moon" era alle porte, per un simbolico passaggio di consegne.

### Pausa di riflessione (1973-1977)
Il tour si rivela massacrante, come dichiarerà il batterista Edge in più occasioni. Testimonianza di questo periodo sono le numerose registrazioni dei concerti, dove il gruppo appare spesso sottotono. I membri si guardano intorno per cercare nuovi stimoli, ma non viene annunciato nessuno scioglimento ufficiale. Nel 1974 il chitarrista Hayward, riceve in premio un prestigioso Ivor Novello, per la categoria "cantautori". Come ricorderà lo stesso Hayward, era in cantiere un album a 4 mani con Pinder, ma tutto si risolse con un nulla di fatto per via delle distanze (Hayward viveva in Inghilterra, Pinder si era trasferito in America).
Il chitarrista si ritrovò con una manciata di nuove composizioni, e insieme al bassista Lodge, diede vita al progetto "Blue Jays", dapprima titolo dell'album, successivamente nome del duo. Edge incontrò Adrian e Paul Gurvitz (già membri fondatori del trio Gun, Three Man Army, e insieme all'ex - Cream, Ginger Baker, dei Baker - Gurvitz Army) e con loro formò la Graeme Edge Band. Il flautista Thomas creò invece un team di lavoro col cantautore Nicky James, (già scritturato per l'etichetta Threshold che ne pubblicò 2 album, e artista - spalla durante il tour di Seventh Sojourn). Pinder, acquistato un ranch a Malibu, in California, lavorò all'album del cantautore Stephen Freelight, e registrò canzoni per il suo album solista.
Alla fine dell'anno, la Decca immette sul mercato un doppio antologico, dal titolo This Is The Moody Blues (numero 14 UK, numero 11 USA), che raccoglieva il meglio dei 7 album pubblicati.

### Caught Live + 5(1977)
Nel 1977 viene pubblicato postumo il primo album dal vivo della band, dal titolo Caught Live + 5, contenente un concerto tratto dal tour di To Our Children's Children's Children, registrato nel 1969 alla Royal Albert Hall di Londra. La registrazione, sebbene non approvata per la pubblicazione dai membri del gruppo, ritrae la band nel suo momento migliore, col suono del mellotron in grande evidenza. Di ottima qualità sonora considerando l'epoca, il live non viene pubblicato integralmente, durando complessivamente meno di 60 minuti e fa spazio a cinque inediti di studio, tratti dalle session dei primi 3 album. Brillano tra questi, per intensità, King And Queen e What Am I Doing Here, che mettono in risalto il talento compositivo di Hayward. Tra le tracce live spiccano la suite finale di On The Threshold Of A Dream, più spoglia e più aggressiva dell'originale, e il primo brano Gypsy, dove nell'intro, la chitarra distorta sostituisce quella acustica. La pubblicazione dell'album fu una mossa della London / Decca per rimettere in circolazione il nome Moody Blues in attesa del rientro programmato per il 1978. Ottimo il responso del pubblico (USA numero 37).

### Ritorno al successo (1978-1990)

#### Octave(1978)
Octave è l'album del ritorno. Un disco controverso, uscito dopo diverse sedute di incisione alquanto tempestose, fatte di ripensamenti, catastrofi e abbandoni. I 4/5 del gruppo, insieme a Clarke, partono per la California per raggiungere Pinder, stabilitovisi definitivamente. Dopo un breve periodo di prove, i Moodies registrano al Record Plant che verrà abbandonato, in seguito ad un incendio, a favore degli Indigo Studios di Pinder. Poco dopo, lo stesso Pinder lascia le registrazioni per problemi personali, seguito a ruota dal produttore Clarke, nel mezzo di una crisi coniugale. Hayward, Lodge, Edge e Thomas si ritrovano a completare l'album da soli, incidendo loro stessi le parti di tastiera lasciate in sospeso da Pinder. Nonostante tutto, l'album esce nel giugno 1978, e risulta un successo mondiale (UK numero 6, USA numero 13), diventando multi - platino, a dispetto della scena musicale radicalmente trasformata dal "Punk" e dalla "Discomusic". I due singoli estratti, Steppin In A Slide Zone (numero 39 USA) di Lodge, e Driftwood (USA numero 56) di Hayward, risulteranno tra i pezzi migliori, divenendo degli evergreen in concerto. Risaltano anche la suggestiva I'm Your Man di Thomas, e le ballate Had To Fall In Love (OLA numero 18, BEL numero 24) e The Day We Meet Again, entrambe di Hayward. Il disco non ottenne grandi consensi di critica, soprattutto in Inghilterra, dove ormai da tempo i Moodies ne avevano perso i favori. La cupezza derivata dalla tensione interna, ne fa un album sofferto, apprezzato da una parte dei fans, ma ritenuto deludente dall'altra, se si considera l'aspettativa dopo i 6 anni di pausa, e il paragone col precedente Seventh Sojourn. In particolare, i brani, sembrano uscire dal repertorio solista dei singoli componenti e assemblati insieme per l'occasione, più che risultare un lavoro d'insieme. Anche gli arrangiamenti risentono della superproduzione: quel sottile senso della misura, prerogativa dei primi album, lascia il posto ad un affollamento di tastiere e chitarre, come ad esempio su I'll Be Level With You di Edge, o sulla già citata The Day We Meet Again (nonostante ci sia un'evoluzione del loro suono con l'uso del Synth polifonico, in sostituzione del Mellotron). Subito dopo l'uscita dell'album, Pinder rinuncia al tour mondiale, e sancisce di fatto la sua separazione dalla band dopo 14 anni, venendo rimpiazzato dall'ex tastierista degli Yes, lo svizzero Patrick Moraz, per la tournée 1978-1979, che avrà un enorme successo. Alla fine del 1979 esce Out Of This World, una nuova compilation che comprende materiale dal 1967 al 1978. Dello stesso anno è il singolo di Hayward Marie (brano registrato 7 anni prima e finito in un cassetto), che verrà quasi completamente ignorato dal pubblico.

#### Long Distance Voyager(1981)
Gli anni ottanta si aprono quindi all'insegna della novità e del successo. Nonostante lo scetticismo sulla tenuta della band, espresso dallo stesso Hayward qualche anno più tardi, i 4 Moodies si ritrovano in studio all'inizio del 1980, con il tastierista Moraz, ormai membro ufficiale del gruppo. La prima novità è il cambio di produttore: l'album viene affidato a Pip Williams, che sostituisce così Tony Clarke dopo 15 anni. I motivi del travolgente successo di LDV, sono da ricercare in una concomitanza di eventi. La qualità delle canzoni innanzi tutto. Il gruppo propone in una veste aggiornata lo stile che lo rese celebre, a partire dalla notevole copertina del disco. Al contrario di Octave, l'album risulta deciso e limpido negli arrangiamenti e nella produzione, e ripropone in veste anni ottanta, la sintesi delle atmosfere tipiche dei Moody Blues. Suoni maestosi, batteria potente, e vocalizzi che toccano livelli mai raggiunti prima. Trainato da 2 grandi hits, The Voice (USA numero 15) di Hayward e Gemini Dream (USA numero 12), scritta da quest'ultimo a 4 mani con Lodge (entrambi dischi d'oro, risulteranno i più venduti dai tempi di Nights In White Satin), l'album esce nel luglio 1981, e dopo poche settimane raggiunge la vetta in America (USA numero 1), dove rimane per 5 settimane consecutive diventando subito disco di platino. Riconquistando il successo di pubblico a livello planetario, LDV vende soprattutto in Europa (UK numero 7), e risulterà il più grande successo del gruppo insieme a Seventh Sojourn. Molto ispirate le ballate di Hayward, In My World e Meanwhile, così come Talking Out Of Turn (USA numero 65) di Lodge, introdotta da un abile gioco di sequencer di Moraz, e la misteriosa 22.000 Days di Edge. Ma il momento culminante dell'album rimane la suite finale di Thomas, con tanto di poema narrato (l'ultimo esempio fu The Balance nel 1970), che si conclude con Veteran Cosmic Rocker, un R&B dove armonica a bocca, flauto in stile indiano, e un synth spaziale di Moraz, danno vita ad uno dei migliori momenti musicali della band. La canzone diviene manifesto del gruppo, vista la non più giovane età dei membri, ormai intorno ai 40. Parte la tournée in America, in arene che toccano i 30.000 posti, sold out in Inghilterra e nel resto d'Europa, a coronamento di un anno solare eccezionale. Qualche mese più tardi, esce un singolo di Hayward in duetto con Marty Webb, dal titolo Unexpected Song, che sarà un buon successo in patria.

#### The Present(1983)
La popolarità di Hayward & co. cala, però, con l'album successivo, dal titolo The Present (UK numero 15, USA numero 26), uscito nell'autunno del 1983. Album di transizione, ricalca da vicino la formula del precedente, compresa la produzione di Pip Williams.
Nonostante la buona qualità della prima parte del disco, The Present cala alla distanza e non riesce così a raccogliere ampi consensi. Le leggendarie orchestrazioni del gruppo lasciano il posto all'elettronica, che invade in modo crescente anche le ritmiche di basso e batteria in gran parte dei brani. Motivo questo, di divisione tra il trio Hayward / Lodge / Moraz (a favore di arrangiamenti più al passo coi tempi) e il duo membro fondatore Edge / Thomas (più fedeli alle sonorità tipiche del gruppo). L'album è uno spartiacque tra le melodie ad ampio respiro e la svolta Synth - Pop anni ottanta. La scelta dividerà i fans, creando però nuovi proseliti, che permetteranno alla band di sopravvivere fino ai giorni nostri. Il disco presenta tre hit che godono di un moderato successo: l'intensa Blue World di Hayward (UK numero 35, USA numero 62, GER numero 50), il R&R elettronico Sitting at the Weel di Lodge (USA numero 27) e la ballad Running Water, firmata anch'essa da Hayward. Meritano inoltre menzione i brani Going Nowhere di Edge, affidato alla voce di Thomas e guidato magistralmente dal synth di Moraz, e la mini - suite finale I Am - Sorry, firmata dallo stesso Thomas. Sarà l'ultimo vero contributo del flautista ad un album dei Moody Blues. Sebbene rimarrà membro del gruppo per altri 20 anni, diraderà sempre più le sue apparizioni in sala di incisione. Dopo l'uscita del disco, il gruppo parte per l'ennesimo tour mondiale, riscuotendo il solito successo di pubblico.

#### The Other Side of Life(1986)
Trascorsi tre anni, i Moody Blues si ripresentano con un'immagine molto rinnovata. Lo stile musicale cambia radicalmente, tanto da farli risultare irriconoscibili ai più. L'impressione è che il gruppo punti molto al pubblico americano, che li vuole scattanti e giovanili, più al passo coi tempi. In questo nuovo contesto, c'è un cambio di produzione, con Pip Williams sostituito dall'americano Tony Visconti (già produttore negli anni settanta dei T. Rex e di David Bowie, tra gli altri e dell'album Movin' Mountains  di Hayward, pubblicato l'anno precedente). Ray Thomas risulta molto defilato (praticamente inesistente il suo apporto all'album, dove per la prima volta dal 1967 non firma alcun brano). Ma è il cambio di sound a stupire. Scompaiono il flauto dello stesso di Thomas, molte delle chitarre di Hayward, il basso di Lodge e quasi completamente la batteria di Edge, a favore di sequencers, batterie elettroniche, e suoni sintetizzati. Il pubblico sembra premiare questa scelta decretando all'album un notevole successo di vendite (UK numero 24, Usa numero 9), portandolo fino al disco di platino. I due singoli di Hayward The Other Side Of Life (USA numero 58) e Your Wildest Dreams (USA numero 9, Ger numero 4), sono delle hit di successo, con quest'ultima che guadagna il premio MTV come miglior videoclip del 1986, risultando il singolo più venduto della band dai tempi di Nights in white satin. Sembra un nuovo anno di grazia: Lodge afferma che con TOSOL è nata la terza generazione di fan dei Moody Blues. Oltre ai brani citati, meritano menzione It May Be A Fire di Lodge e il brano The Spirit, scritto a quattro mani da Edge e Moraz. In generale, la grande quantità di tastiere rende il disco molto legato al periodo Synth - pop '80, periodo che qualche anno dopo verrà molto ridimensionato da Hayward e addirittura sconfessato da Edge in una intervista del 1999. Parte una nuova tournée fino alla primavera 1987, con date sold out in USA e in Inghilterra. Qualche mese dopo esce l'interessante singolo It Won't Be Easy di Hayward in collaborazione con Visconti, che avrà buon riscontro in patria.

#### Sur la mer(1988)
Il successo viene confermato anche dal successivo disco, Sur la mer del 1988 (UK numero 21, USA numero 38), che viene concepito sulla falsariga del precedente. Thomas ed Edge finiscono sempre più ai margini del progetto, Visconti figura accreditato come membro del gruppo alla produzione e alla programmazione del computer. La cosa creò non pochi problemi a Moraz, determinando un certo distacco dal resto della band, che si concretizzò 3 anni più tardi con la fuoriuscita del musicista svizzero dopo 13 anni.
Il singolo estratto I Know You're Out There Somewhere di Hayward (UK numero 52, USA numero 30, GER numero 29), seguito ideale di Your Wildest Dreams, ottenne un buon successo di classifica, e fu definita dallo stesso Hayward, la migliore canzone da lui scritta per i Moodies. Col suo andamento easy listening, e una melodia molto evocativa, divenne da quel momento un cavallo di battaglia nei concerti, e fu insieme a Night in White Satin l'unico brano ad essere inciso in lingua spagnola. Sullo stesso genere, viene pubblicato anche il successivo singolo No More Lies di Hayward, che però non entra in classifica. Il resto dell'album viaggia su un binario commerciale - elettronico, nonostante questo filone volgesse ormai al termine. Meritano un discorso a parte la pinkfloydiana Braking Point di Lodge e Hayward e il brano di chiusura, l'epica Deep, scritta dallo stesso Hayward, che anche grazie al lungo assolo di chitarra (sulla falsariga di Blue Guitar), ritorna alle atmosfere progressive degli anni settanta. Entrambi i brani, con arrangiamenti meno elettronici, avrebbero forse ottenuto migliore fortuna. L'anno successivo esce Greatest Hits, compilation di discreto successo, che comprende solo brani di Hayward e Lodge, tra cui le nuove versioni dei 2 classici Question e Isn't Life Strange, accompagnate da un'orchestra sinfonica. I Moody Blues fine anni ottanta di fatto sono ridotti ad un duo. Ovvero, ai Blue Jays.

### Anni novanta (1991-1999)

#### Keys of the Kingdom(1991)
A tre anni dall'ultimo album, esce Keys of the Kingdom, disco controverso che riscuote poco successo. Quello che la stampa critica al gruppo è una svolta verso un genere ibrido, a metà tra rock ed elettronica, lontano da quel suono che caratterizzò il loro passato glorioso. L'album è segnato dall'abbandono di Patrick Moraz, che viene accreditato in sole 3 canzoni (seguiranno dispute legali tra lui e il resto band, per i diritti di appartenenza come membro del gruppo; dopo anni egli riuscì ad ottenere la vittoria a scapito degli altri). Ridotti a quartetto, Keys of the Kingdom vede la produzione di Visconti in soli 5 brani e per il resto, la presenza di Alan Tarney e Christopher Neil. I musicisti sembrano un po' avanti con gli anni per inseguire l'immagine costruita in America per la generazione di MTV, e tuttavia sembrano deludere critica e fan storici, con albums pop, proprio di stampo giovanile. Il singolo scelto è Say It With Love (di Hayward), un incalzante rock, in linea con la filosofia Peace and Love delle note di copertina. Non riscuotendo gran successo di vendite, il gruppo pubblica un secondo estratto, la melodica Bless The Wings, (anch' esso scritto da Hayward), ma il risultato sembra marcare il declino a livello di popolarità e di vendite, cosa confermata dall'album, che ottiene a malapena la Top 100 americana per 5 settimane (USA numero 94, UK numero 46), nonché piazzamenti bassi in Europa e nel Resto del Mondo. Ma il disco rivela anche qualche curiosità': prima fra tutte il ritorno alla composizione e al canto dopo 8 anni, del flautista Thomas, che oltre a firmare la ballata in stile irlandese Celtic Sonant (con tanto di strofe narrate), firma a 4 mani con Hayward il brano di chiusura Never Blame The Rainbow For The Rain, con un testo metaforico e di sicuro effetto. Degni di menzione sono inoltre Hope And Pray di Hayward, (da lui definito come seguito e chiusura ideale di Your Wildest Dreams e I Know You're Out There Somewhere), e Lean On Me di Lodge, brano melodico a forti tinte ritmiche, eseguito per molti anni durante i concerti. Dal cd-single di Say It With Love, emerge Highway (scritta da Hayward e Lodge), vera perla di queste sessions di registrazione. Con uno stile a metà tra il folk e il progressive, non avrebbe sfigurato nei Classic 7, e proprio per questo appare quantomeno azzardata la sua esclusione dall'album (negli anni a venire, infatti, sarà inserita in varie raccolte). Da registrare infine la presenza di un altro batterista, il noto session-man Andy Duncan, che sostituisce Edge su 2 brani. Keys of the Kingdom è l'ultimo album in studio dei Moody Blues ad essere stampato in formato vinile. Intervistato a proposito dell'album, Visconti racconta di aver proposto alla band di coinvolgere Mike Pinder su un paio di brani, per provare a dare smalto al disco. Al di là della reazione molto fredda e del conseguente rifiuto del gruppo, colpisce l'idea di Visconti che evidentemente avvertiva un'aria un po' stantia. Ennesimo nuovo tour di sold-out negli Stati Uniti, con l'aggiunta di tappe europee al Festival Jazz di Montreux, Germania, Francia, Paesi Bassi, Inghilterra, durante tutto il 1991. Dal vivo, Paul Bliss sostituirà Moraz alle tastiere, ed Edge si farà affiancare alla batteria da Gordon Marshall, che rimarrà fino al 2013. Poco prima della pubblicazione dell'album, esce in formato VHS Legend of a Band, che racconta per la prima volta la storia della band, attraverso interviste agli stessi membri. Un anno dopo esce in una compilation natalizia il brano What child is this?, con l'accompagnamento di un'orchestra sinfonica.

#### A Night at Red Rocks with the Colorado Symphony Orchestra(1993)
Nonostante lo scarso successo commerciale di Keys of the Kingdom, viene organizzato un grande tour, di cui resta celebre il concerto tenuto alle Red Rocks in Colorado, accompagnati dalla Colorado Symphony Orchestra. Questo show, tenutosi il 9 settembre 1992, è stato immortalato in un album/video dal titolo A Night at Red Rocks with the Colorado Symphony Orchestra (1993).

#### Strange Times(1999)
Nel 1999, dopo ben otto anni dal lavoro precedente, viene pubblicato Strange Times. Questo disco, che presenta l'italiano Danilo Madonia alle tastiere, non genera molto interesse, se non nei fan più estremi. È l'ultimo album in studio che vede la partecipazione del membro fondatore Ray Thomas.

### Anni duemila (2000-2016)

#### Hall of Fame(2000)
Tratto dal tour di Strange Times, nel 2000 viene pubblicato il CD/DVD Hall of Fame, concerto tenuto alla Royal Albert Hall di Londra, il 1º maggio del 2000, accompagnati dalla World Festival Orchestra, condotta da Larry Baird.

#### Journey into Amazing Caves(2001)
Nel 2001 esce Journey into Amazing Caves, Original Sound Track del film documentario omonimo Journey into Amazing Caves, diretto da Stephen Judson. La colonna sonora del film è composta da canzoni basate sulle musiche dei Moody Blues. Justin Hayward e Danilo Madonia sono tra i vari musicisti presenti nel disco.

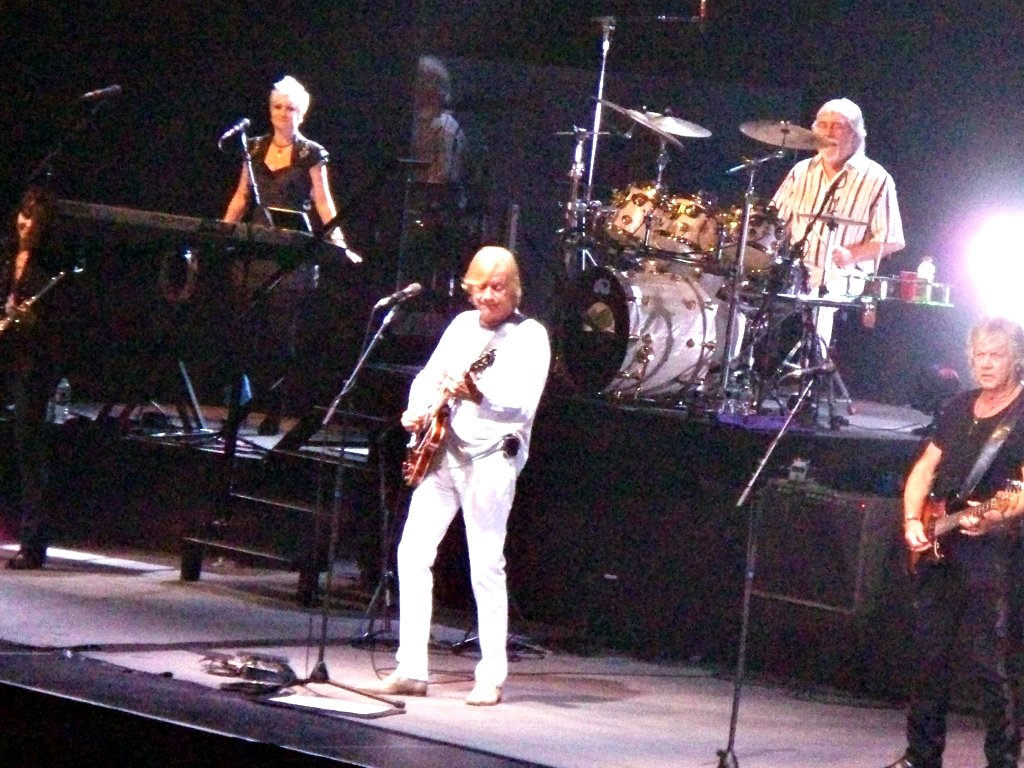
Moody Blues in concerto nel 2011

#### December(2003)
Gli anni duemila vedono i Moody Blues ridurre di molto i loro tour. Nel 2002, il membro fondatore Ray Thomas esce dal gruppo, lasciando come nucleo base della band i tre storici componenti Justin Hayward, John Lodge e Graeme Edge. I tre con Madonia alle tastiere e Norda Mullen al flauto pubblicano, nel 2003, un album dal tema natalizio dal titolo December. Le canzoni includono brani nuovi e cover, come Happy Xmas (War Is Over) di John Lennon.

#### Lovely to See You: Live(2005)
L'11 giugno del 2005 Justin Hayward, John Lodge e Graeme Edge, accompagnati da Norda Mullen al flauto e chitarra, Paul Bliss e Bernie Barlow alle tastiere e Gordon Marshall alla batteria, si esibiscono dal vivo al Greek Theatre di Los Angeles. Dalla registrazione di questo concerto viene pubblicato il CD/DVD Lovely to See You: Live (2005).

#### Live at the Isle of Wight Festival 1970(2008)
Nel 2008 esce il disco Live at the Isle of Wight Festival 1970. L'album presenta l'esibizione che i Moody Blues, con la classica formazione, composta da Hayward, Lodge, Pinder, Thomas ed Edge, tennero nel 1970, accanto a molti altri gruppi rock, tra cui i Jethro Tull al Festival sull'isola di Wight. I brani fanno parte del tour dell'album A Question of Balance.

### Introduzione nella Rock and Roll Hall of Fame (2017-2018)
Nel corso del 2017 in occasione del 50º anniversario di Days of Future Passed, i Moody Blues portano in tour la riproposizione dal vivo dell'intero disco, con la partecipazione dell'attore Jeremy Irons in qualità di oratore delle poesie presenti nell'album. Nello stesso anno vincono le votazioni per l'introduzione nel 2018 nella Rock and Roll Hall of Fame.
Il 4 gennaio 2018 il membro fondatore, cantante e flautista Ray Thomas morì all'età di 76 anni.

#### Days of Future Passed Live(2018)
Il 23 marzo 2018 venne pubblicato il disco Days of Future Passed Live, registrazione del concerto tenuto nel 2017 al Sony Centre for the Performing Arts di Toronto, Canada.
Il 14 aprile 2018 il gruppo è stato introdotto nella  Rock and Roll Hall of Fame, nella formazione comprendente Graeme Edge, Justin Hayward, Denny Laine, John Lodge, Mike Pinder e Ray Thomas.
L'11 novembre 2021 il batterista e membro fondatore Graeme Edge è deceduto, sancendo lo scioglimento definitivo della band.
In occasione del Record Store Day del 2025 venne pubblicata la raccolta Boulevard De La Madelaine - The Denny Cordell sessions 1966, contenente brani che dovevano potenzialmente far parte di un secondo disco dei Moody Blues con Denny Laine.

## Formazione
- Justin Hayward - chitarra elettrica ed acustica, voce (1966 - 2018)
- John Lodge - basso elettrico, chitarra, voce (1966 - 2018)
- Denny Laine - voce, chitarra (1964-1966)
- Clint Warwick - basso elettrico (1964-1966)
- Mike Pinder - tastiera (1964-1978)
- Ray Thomas - voce, flauto, percussioni, armonica (1964-2002)
- Graeme Edge - batteria, percussioni (1964 - 2018)
- Patrick Moraz - tastiera (1978-1990)

Altri componenti:
- Rodney Clark - basso elettrico (1966)
- Janis Liebhart - cori (1986–1987)
- Wendy McKenzie - cori (1986–1987)
- Bias Boshell - tastiera (1986-2001)
- Guy Allison - tastiera (1987-1990)
- Shaun Murphy - cori (1988–1990)
- Naomi Starr - cori (1988–1990)
- Bekka Bramlett - cori (1990)
- Terry Wood - cori (1990)
- Paul Bliss - tastiera, chitarra (1991-2010)
- Gordon Marshall - batteria, percussioni (1991 - 2015)
- Susan Shattock - cori (1991-2001)
- June Boyce - cori (1991-1993)
- Tracy Graham - cori (1993-2000)
- Danilo Madonia - tastiera (1999 - 2003)
- Bernie Barlow - tastiera, percussioni, voce (2001-2010)
- Norda Mullen - flauto, chitarra, percussioni, voce (2002 - 2018)
- Julie Ragins - tastiera, percussioni, chitarra, voce (2006 - 2018)
- Alan Hewitt - tastiera, voce (2010 - 2018)
- Billy Ashbaugh - batteria, percussioni (2016 - 2018)

## Discografia

### Album in studio
- 1965 - The Magnificent Moodies (Go Now - The Moody Blues #1 in U.S.A.)
- 1967 - Days of Future Passed
- 1968 - In Search of the Lost Chord
- 1969 - On the Threshold of a Dream
- 1969 - To Our Children's Children's Children
- 1970 - A Question of Balance
- 1971 - Every Good Boy Deserves Favour
- 1972 - Seventh Sojourn
- 1978 - Octave
- 1981 - Long Distance Voyager
- 1983 - The Present
- 1986 - The Other Side of Life
- 1988 - Sur la mer
- 1991 - Keys of the Kingdom
- 1999 - Strange Times
- 2003 - December

## Nella cultura di massa
Moody Blues è il nome dello stand di Leone Abbacchio in Vento Aureo, quinta serie del manga "Le Bizzarre Avventure di Jojo" di Hirohiko Araki.